# Papa Anastácio I
Anastácio I (em latim, Anastacius) nasceu em Roma, filho de Maximus, foi o trigésimo nono papa da Igreja Católica, seu papado foi do dia 27 de Novembro de 399 a 19 de Dezembro de 401. Combateu os seguidores de costumes imorais e prescreveu que os sacerdotes permanecessem de pé durante o Evangelho.

## Vida
Anastácio nasceu em Roma e era filho de Máximo. Ele sucedeu Sirício como Papa e condenou os escritos do teólogo alexandrino Orígenes logo após sua tradução para o latim. Ele lutou contra esses escritos durante todo o seu papado, e em 400, ele convocou um concílio para discuti-los. O concílio concordou que Orígenes não era fiel à Igreja. 
Se Orígenes apresentou outros escritos, você deve saber que eles e seu autor são igualmente condenados por mim. O Senhor tem-te guardado em segurança, meu senhor e irmão merecidamente honrado.

— carta a Simplício 
Durante seu reinado, ele também encorajou os cristãos no norte da África a lutar contra o donatismo. Ele instruiu os sacerdotes a se levantarem e abaixarem a cabeça enquanto liam os evangelhos. Entre seus amigos estavam Agostinho, Jerônimo e Paulino. Jerônimo fala dele como um homem de grande santidade que era rico em sua pobreza. Ele morreu em Roma e acabou sendo enterrado na Catacumba de Pontiano junto com seu sucessor imediato, Inocêncio I. Jerônimo também se referiu a Anastácio como o pai de Inocêncio, embora os estudiosos tenham argumentado que isso estava exibindo uma relação hierárquica em vez de uma relação biológica.